# 巴佐克
巴佐克（法語：Bazoques，法語發音：[bazɔk]）是法国厄尔省的一个市镇，位于该省西部，属于贝尔奈区。

## 地名
在中世纪前，该地曾名“巴佐什”（Bazoches）。

## 地理
巴佐克（49°10'13"N, 0°32'57"E）面积6.9 平方千米，位于法国诺曼底大区厄尔省，该省份为法国北部内陆省份，北起滨海塞纳省，西接奧恩省和卡爾瓦多斯省，南至厄尔-卢瓦省，东临瓦兹省、瓦兹河谷省和伊夫林省。
与巴佐克接壤的市镇（或旧市镇、城区）包括：布瓦西朗贝维尔、勒法夫里勒、福勒维尔、日韦维尔。
巴佐克的时区为UTC+01:00、UTC+02:00（夏令时）。

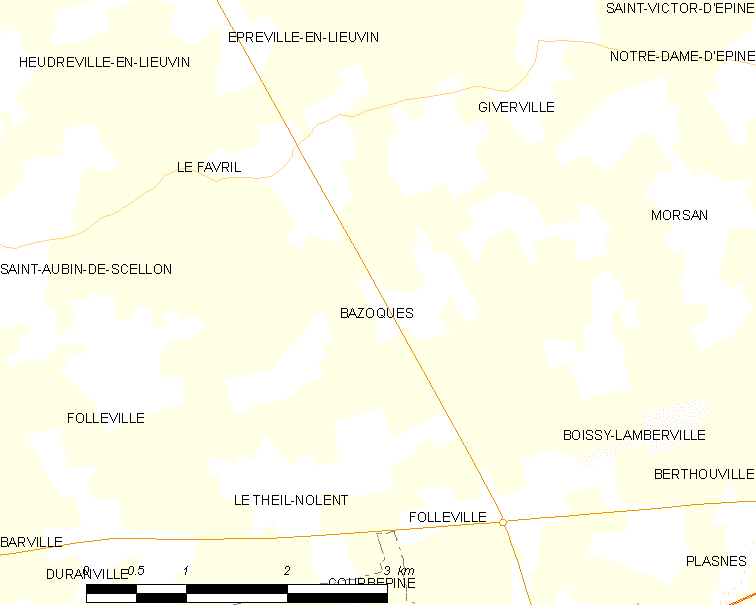
巴佐克的OSM定位图

## 行政
巴佐克的邮政编码为27230，INSEE市镇编码为27046。

## 政治
巴佐克所属的省级选区为伯兹维尔县。

## 人口

1962-2008年间巴佐克人口变化图示

巴佐克于2022年1月1日时的人口数量为140人。